# Charles d’Escoubleau
Charles d’Escoubleau (* 1588; † 21. Dezember 1666 in Paris), Marquis de Sourdis et d’Alluye, Comte de Jouy (ab 1654), war ein französischer Adliger und Militär, der bis zum Lieutenant-général des Armées du Roi befördert wurde.

## Leben
Charles d’Escoubleau war der Sohn von François d’Escoubleau, Marquis de Sourdis et d’Alluye, Gouverneur von Chartres und Premier Écuyer de la Grande Écurie, und Isabelle Babou de La Bourdaisière, Dame d’Alluye. Er war ein jüngerer Bruder von François d’Escoubleau de Sourdis, der 1599 Erzbischof von Bordeaux und 1600 Kardinal wurde, und ein älterer Bruder von Henri d’Escoubleau de Sourdis, ab 1623 François‘ Nachfolge in Bordeaux.
Er diente 1626 als Freiwilliger unter den Marschällen Créquy und Bassompierre. Im  Mantuanischen Erbfolgekrieg (1628–1631) kämpfte e 1629 beim Angriff auf die Barrikaden, die den Pas de Suse verteidigten. Er nahm an der Belagerung von Pinerolo und seiner Zitadelle (1630) teil, der Belagerung von Chambéry, der Einnahme von Annecy und Romilly; dem Gefecht von Avigliana, der Einnahme von Saluzzo und dessen Burg, sowie beim Gefecht um die Brücke von Carignano.
Am 1. Mai 1632 wurde er zum Maréchal de camp ernannt. Im gleichen Jahr diente er in der Armee der Picardie, die keine Expedition unternahm. Am 8. April 1633 wurde er zum  Mestre de camp général de la Cavalerie ernannt. Nach dem Rücktritt des Herzogs von La Trémoille erhielt er die Kompanie Chevaulegers, die der Herzog innehatte und die nun als Compagnie Mestre-de-camp bezeichnet wurde. Zu dieser Zeit war er auch Conseiller d’État. Am 14. Mai 1633 wurde er zum Ritter im Orden vom Heiligen Geist ernannt. Er begleitete den König auf seinem Feldzug nach Lothringen und erreichte die Unterwerfung von Lunéville. 1634 diente er in der Deutschlandarmee unter Marschall La Force und nahm an den Kämpfen um Heidelberg und Philippsburg gegen durch kaiserliche und bayerische Truppen teil. 1635 wurde er in derselben Armee eingesetzt und kämpfte im Mai im Elsass gegen den Herzog von Lothringen.
Am 16. Mai 1635 wurde ihm anlässlich der Neuformierung der Regimenter ein eigenes Regiment gegeben, das Régiment Mestre de Camp Général cavalerie genannt wurde. Er nahm am Angriff auf die Stadt Speyer teil. Am 3. November 1635 wurde er nach dem Rücktritt des Comte de Saint-Pol zum Gouverneur des Orléanais, was er bis zu seinem Tod blieb.
Im Juli 1637 zog er sich vom Amt des Mestre de camp général de la Cavalerie zurück. Am 13. Februar 1639 wurde er zum Lieutenant-général und diente in diesem und im nächsten Jahr in Guyenne unter dem Fürsten von Condé und unter seinem Bruder Henri d’Escoubleau, dem Erzbischof von Bordeaux. Während der Belagerung von Fort Salses (1639) wurde er mit der Bewachung der Grenze bei Bayonne. 1641 wurde er in die Armee der Marschälle Brézé und Châtillon eingegliedert und am 6. Juli in der Schlacht von La Marfée.
Danach wurde er nicht mehr bei Militäraktionen eingesetzt und widmete sich nun verstärkt der Verwaltung des Orléans. Er starb am 21. Dezember 1666 in Paris im Alter von 78 Jahren.

## Ehe und Familie
Charles d’Escoubleau heiratete am 24. November 1612 Jeanne de Foix-Monluc, Comtesse de Carmain, Princesse de Chabanais, († 2. Mai 1657 in Paris), Tochter von Adrien de Monluc, Seigneur de Montesquiou-Monluc, und Jeanne de Foix. Ihrer Kinder sind:
- Adrien François (* 1619; X August 1637 bei der Belagerung von Renty), Marquis d’Alluyes
- Charles Paul († 6. Januar 1690 in Paris), Marquis d’Alluyes et de Sourdis, Seigneur de Jouy, 1667 Gouverneur des Orléanais, dann Gouverneur von Bordeaux; ⚭ 16. Februar 1667 Bénigne de Meaux du Fouilloux (* 1648; † 14. Mai 1721 in Paris), Tochter von Charles de Meaux und Madeleine de Lézignac
- Henri († 6. Juni 1712), Comte de Monluc; ⚭ 1699 Marguerite Le Lièvre († 10. April 1720), Tochter von Thomas Le Lièvre, Marquis de La Grange, Premier Président du Grand Conseil, und Anne Faure
- Virginal Jean († 1645)
- François († 21. September 1707 in Gaujacq), Marquis de Sourdis, Seigneur de Gaujac et d’Estillac, Ritter im Orden vom Heiligen Geist, Lieutenant-général des Armées du Roi, Gouverneur des Orléanais; ⚭ Marie Charlotte de Béziade d’Avaray, Tochter von Théophile de Béziade, Marquis d’Avaray, Seigneur du Tertre et de Létiou, Grand Bailli d’Épée d’Orléans, und Marie des Estangs
- Angélique (* 1684; † 1729), Dame de Chabanais; ⚭ 1702 François Gilbert Colbert, Marquis de Saint-Pouange, dann Marquis de Chabanais (* 1676; † 1719), Sohn von Gilbert Colbert und Marie Renée de Berthemet
- Isabelle (alias Elisabeth) († 1644); ⚭ 27. Juni 1637 Martin Antoine Coëffier de Ruzé, Marquis d’Effiat (* 24. Juni 1612; † 1644), Gouverneur du Bourbonnais, Sohn von Antoine Coëffier, genannt Ruzé, Marschall von Frankreich, und Marie (alias Charlotte) de Fourcy
- Henriette Jeanne († 1643) und Anne, eine von beiden war Koadjutrix der Abtei Montmartre
- Marie Madeleine († 1691), Äbtissin von Grigny, dann von Royaulieu